# Joost de Deckere
Joost De Deckere (ca. 1440 - na 1500) was burgemeester van Brugge.

## Levensloop
Joost De Deckere stamde uit de familie van de heren van Lissewege, die op het einde van de veertiende eeuw de naam 'De Deckere' aannamen. Zoals zijn familielid Jan de Deckere behoorde hij tot de leiders van het ambacht van de wolwevers.
De Deckere trad toe tot het Brugse stadsbestuur als raadslid, in 1475. Hij vervulde nog de volgende functies:
- raadslid in 1484 en 1496,
- hoofdman van het Sint-Donaassestendeel in 1478 en van het Sint-Jacobssestendeel in 1482,
- schepen in 1479, 1497, 1498,
- burgemeester van schepenen in 1488.

De Deckere vertegenwoordigde duidelijk de ambachten die in oppositie stonden met aartshertog Maximiliaan van Oostenrijk. De aartshertog was pas door de opstandelingen gearresteerd en opgesloten in 'Cranenburg' op 5 februari 1488, toen enkele dagen later de stadsbestuurders, waarvan werd aangenomen dat zij Maximiliaan genegen waren, werden afgezet en vervangen door een nieuw bestuur dat de opstandelingen vertegenwoordigde.
Vanaf 12 februari 1488 was De Deckere burgemeester van schepenen. Niet voor lang echter, want toen op 2 september 1488 de jaarlijkse wetsvernieuwing plaatsvond, was het gezag van Maximiliaan hersteld en werden weer traditionele notabelen benoemd, die het vertrouwen van de centrale macht genoten. De Deckere en zijn medestanders werden uit het bestuur geweerd.
Na een lange afwezigheid nam De Deckere nochtans weer plaats onder de stadsbestuurders, in 1496 als raadslid en in 1497 en 1498 als eerste schepen.

## Bron
- Stadsarchief Brugge, Lijst van de wetsvernieuwingen van 1358 tot 1794.